# Azerbajdzjan i Eurovision Song Contest 2015
Azerbajdzjan deltog i Eurovision Song Contest 2015 i Wien, Österrike.

## Bakgrund
Den azerbajdzjanska programföretag för tävlingen, som sänder händelsen i Azerbajdzjan och organiserar urvalsprocessen för ikraft, blev İctimai Televiziya (ITV). Azerbajdzjan har använt olika metoder för att välja den azerbajdzjanska bidraget i det förflutna, inklusive intern val av både artist och sång, samt nationella finaler att välja sin artist följt av en intern urvals att bestämma låten. Mellan 2009 och 2013, Azerbajdzjan organiserade en nationell final med titeln Milli Seçim Turu, vilket skulle resultera i valet av en vinnande artist som sedan skulle ges en internt valda låten att prestera på Eurovision. År 2014 utnyttjade programföretaget en befintlig talangjakt format titeln Böyük Səhnə att slutföra en liknande process där den vinnande artisten levererades med en internt valda låten. År 2015 har programföretaget meddelat att man skulle återgå till använde Milli Seçim Turu show som en nationell final. Senare har planerna för den nationella finalen givits och ITV beslutade att välja internt.

## Internvalet
En nationell jury bestående av medlemmar, inklusive generaldirektören för Public Television och Radio Broadcasting Company i Azerbajdzjan och delegationschefen Tamilla Shirinova röstade på sin favorit artist bland Narmina Behbudova, Narmina Seyidova och Elnur Huseynov som hade alla kvalificerade att slutskedet av nationella urval. Elnur Hüseynov tillkännagavs som representant den 15 mars 2015 med låten "Hour of the Wolf".

## Vid Eurovision
Armenien deltog i den andra semifinalen den 21 maj. Där hade de startnummer 11. De gick till final med 53 poäng och hamnade på tionde plats. I finalen hade de startnummer 24. De fick 49 poäng och hamnade på tolfte plats.